# ديف سميث (لاعب كرة قدم مواليد 1947)
ديف سميث (بالإنجليزية: Dave Smith)‏ هو لاعب كرة قدم بريطاني في مركز الوسط، ولد في 8 ديسمبر 1947 في Thornaby-on-Tees ‏ في المملكة المتحدة. لعب مع نادي روذرهام يونايتد ونادي لينكولن سيتي ونادي ميدلزبره.